# GSC3443-225
GSC3443-225 — хімічно пекулярна зоря спектрального класу A3, що має видиму зоряну величину в смузі V приблизно  9,5.
Вона  розташована на відстані близько 628,4 світлових років від Сонця.